# Ashford (Washington)
Ashford é uma região censo-designada localizada no estado norte-americano de Washington, no Condado de Pierce.

## Geografia
De acordo com o United States Census Bureau tem uma área de 5,4 km², dos quais 5,4 km² cobertos por terra e 0,0 km² cobertos por água. Ashford localiza-se a aproximadamente 498 m acima do nível do mar.

### Localidades na vizinhança
O diagrama seguinte representa as localidades num raio de 36 km ao redor de Ashford. 

## Demografia
Segundo o censo norte-americano de 2000, a sua população era de 267 habitantes.

## Marcos históricos
A relação a seguir lista as entradas do Registro Nacional de Lugares Históricos em Ashford. O primeiro marco foi designado em 30 de agosto de 1984 e o mais recente em 15 de agosto de 2007. Aqueles marcados com ‡ também são um Marco Histórico Nacional.
- Ashford House
- Parque Nacional do Monte Rainier‡
- Peter L. and Emma Hershey Homestead